# Бум 2
«Бум 2» (фр. La Boum 2) — французская романтическая комедия 1982 года, продолжение фильма «Бум» 1980 года.

## Сюжет
Действие фильма разворачивается во Франции в 1980-е, спустя два года после событий, показанных в первом фильме. Повзрослевшую Вик на первый взгляд сложно назвать подростком: перед нами очаровательная 15-летняя девушка. Вик убеждена, что всё самое интересное было «в предыдущей серии», и она больше никогда ни в кого не влюбится. Жизнь кажется ей однообразной и едва ли не прожитой до первой встречи с Филиппом — голубоглазым блондином в исполнении Пьера Коссо.
Родители Вик, преодолевшие глубокий кризис в отношениях, сейчас переживают карьерный взлёт. Каждый — свой. Комиксы Франсуазы вызывают всё больший интерес, как и она сама, особенно у коллег мужского пола. А отец Вик решается бросить прибыльное, но бесперспективное и неинтересное ему стоматологическое дело и посвятить себя научным изысканиям. Франсуаза и Франсуа с головой в работе — в лаборатории ли, на деловой встрече — и проблемы внутри семьи ускользают от их внимания. Родители Вик сызнова учатся находить время для самых близких и доверять им и себе. Перед героями встают новые вопросы: как реагировать на самостоятельность Вик — самостоятельность, которая в их глазах перерастает в юношеский мятеж? Как остаться собой, оставаясь в отношениях?
Между тем Пупетта — неунывающая, «мировая» прабабушка Вик — неожиданно решает выйти замуж. И почти выходит — уберегает её от этого «неосмотрительного» поступка верность себе, присущая каждому из героев фильма.
Сюжетная линия Пенелопы начинается с новости о том, что она потеряла девственность. Лучшая подруга Вик одинаково активно посещает тусовки и секцию по боксу, заигрывает с парнями и «строит» младшую сестру, участвует в уличной драке и маскирует с помощью конфетти следы ветрянки, всё время словно флиртуя со взрослой жизнью. Своим примером она неосознанно подталкивает подругу к размышлениям о более близкой, интимной связи с парнями. Только когда Филипп, потеряв ключи, вышибает дверь в собственную квартиру, Вик понимает, что пока не готова к столь серьёзному шагу.
Вик присматривается к внешнему миру и прислушивается к себе, примеряет разные роли: проститутки, разгуливающей по улице 2 минуты; девушки, ведущей светский образ жизни; лучшей подруги; прилежной ученицы. Она ищет себя и по-своему рискует — создаваемые ей ситуации нередко приводят к разногласиям с родителями или Филиппом, а в итоге — к тотальному непониманию. Но, как и в первом фильме, важнее всего оказывается честность и умение любить. Эти качества, присущие Вик и Филиппу, Франсуазе и Франсуа, приводят юных влюблённых на вокзал: в классическую счастливую финальную сцену с поцелуем на фоне уходящего без одного из пассажиров поезда.

## В ролях
| Актёр              | Роль                                 |
| ------------------ | ------------------------------------ |
| Софи Марсо         | Вик Берретон                         |
| Клод Брассер       | отец Вик, Франсуа Берретон           |
| Брижит Фоссе       | мать Вик, Франсуаза Берретон         |
| Дениз Грей         | прабабушка Вик Пупетт Валадье        |
| Пьер Коссо         | Филипп                               |
| Александр Стерлинг | Матье                                |
| Шейла О’Коннор     | близкая подруга Вик Пенелопа Фонтане |
| Александра Гонен   | сестра Пенелопы Саманта Фонтане      |
| Ламбер Вильсон     | Феликс Марешаль                      |
| Забу Брейтман      | Катрин                               |

## Съёмочная группа
- Режиссёр: Клод Пиното
- Сценарист: Даниэль Томпсон, Клод Пиното
- Продюсеры: Жерар Кроснье, Марсель Дассо, Марк Гольдстоб, Алан Пуаре
- Композитор: Владимир Косма, Жерар Виар
- Оператор: Эдмон Сешан
- Монтаж: Мари-Жозеф Йойот